# 高尾のぞみ
高尾 のぞみ（たかお のぞみ、生年不詳 - 1998年）は、日本の歌手。女性。神奈川県横浜市出身。歌手の高尾直樹は実兄。
ソロ歌手としてはCandee名義を用いた。その他にはCandy、高尾"Candy"のぞみ、林田"Candy"のぞみなどの名義がある。

## 経歴
1988年トーラスレコードよりアルバム『Candee』でソロ歌手としてデビュー。その後バッキング・ボーカリストとして、山下達郎、SING LIKE TALKING などのバック・コーラス、コカ・コーラなどのコマーシャルソングも担当。
デビュー前年の1987年には、当時の宮沢りえが出演していた三井のリハウスのコマーシャルソングとしてシングル「FAMILY」が使われている。
コーラスを担当した林田健司と結婚するも、1998年に劇症肝炎により急逝する。1991年からライブやレコーディングに高尾を起用していた山下達郎は「ライブを本気でやめようと思ったほど落ち込んだ」と語っていたという。実兄が98年当時38歳であるため、それより下であることから若くして亡くなったことが考えられる。
2020年に、アルバム「Candee」にボーナストラック2曲を追加した「Candee +2」がタワーレコード限定で発売された。

## ディスコグラフィー
シングル
- FAMILY（1987年）三井のリハウスCMソング
- WATER FRONT EXPRESS（1987年）東芝J-3100CMソング

### アルバム
- Candee（1988年）
- Candee +2（2020年）

## コーラス参加
- 東野純直「ふたり」（1995年）
- 下村成二郎「I Believe」「Just Desire」「愛したりなくて…」「It's Too Late」（1994年）
- 牧瀬里穂「唇の契約書」「いつも そばにて」（1993年）

他、多数

## 提供楽曲
- 春畑道哉「Sailing To Your Heart」（1989年） - 作詞

## ラジオ番組
- ジョイフルポップ「日本のロック・ポップ」（1988年-1990年 NHK-FM放送）